# 大郭镇 (临颍县)
大郭乡，是中华人民共和国河南省漯河市临颍县下辖的一个乡镇级行政单位。

## 行政区划
大郭乡下辖以下地区：
大郭村、各岗村、陶庄村、何庄村、社西村、岗杨村、陈策村、闫庄村、大牛村、谷庄村、魏庄村、前营村、胡桥村、尚庄村、张杨村、路西村、社东村、孙庄村、坡李村、菜王村、周庄村、刘城村、曹城村、纣北村、纣南村、辛庄村和李城村。